# Julia Quinn

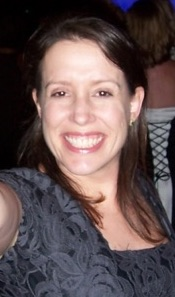
Julia Quinn

Julia Quinn ist ein Pseudonym der US-amerikanischen Autorin Julie Pottinger (* 1970 als Julie Cotler). Sie schreibt historische Liebesromane, die zu Beginn des 19. Jahrhunderts während der Regency-Zeit in Großbritannien spielen.
Ihre Bücher erscheinen in zahlreichen Ländern auf Englisch sowie in Deutschland, Russland, Taiwan, Polen, Norwegen, Italien und Korea in der jeweiligen Landessprache.
Ihr Pseudonym hat sie gewählt, damit ihre Romane in den Regalen der Buchhandlungen neben den Regency-Liebesromanen der erfolgreichen Autorin Amanda Quick stehen.

## Leben
Julia Quinn wuchs hauptsächlich in Neuengland auf, verbrachte aber auch nach der Scheidung ihrer Eltern Zeit in Kalifornien. Von Kindheit an war sie eine begeisterte Leserin und verschlang unter anderem Die Chroniken von Narnia von Lewis. Als sie älter wurde, begann sie, zum Leidwesen ihres Vaters, Liebesgeschichten für Jugendliche zu lesen. Um diese weiterhin lesen zu dürfen, erzählte sie ihm, dass es Recherchen wären, weil sie selbst solche Geschichten schreiben wolle. Daraufhin schrieb sie an einem Abend die ersten zwei Kapitel eines Romans, den sie drei Jahre später fertigstellte und einschickte. Allerdings wurde er von den Herausgebern der Sweet Dreams-Reihe (Liebesgeschichten für Jugendliche) abgelehnt.
In ihrem letzten Jahr an der Harvard University stellte Quinn fest, dass sie nicht wusste, was sie mit ihrem Bachelor-Abschluss in Kunstgeschichte anfangen sollte. Schließlich entschloss sie sich, Ärztin zu werden. Doch um an einer Medical School angenommen zu werden, musste sie noch zusätzliche Kurse belegen.
Während dieser Zeit begann sie, Regency-Liebesromane zu schreiben. Als sie sich schließlich zwischen einem Studium an der Yale University oder Columbia University entscheiden musste, waren ihre beiden ersten Romane Splendid und Dancing At Midnight Gegenstand eines Streits zwischen zwei Verlagshäusern geworden. Dadurch erhielt Quinn mehr Geld für ihre Romane als normalerweise bei Erstlingswerken üblich und sie entschied, ihr Studium zu verschieben, um weiter schreiben zu können. Nach drei veröffentlichten Romanen und drei weiteren, die bald erscheinen sollten, nahm Julia Quinn ihr Medizin-Studium in Yale auf, welches sie aber nach wenigen Monaten wieder aufgab, um sich ganz der Schriftstellerei zu widmen.
Zurzeit lebt sie mit ihrem Ehemann im Pazifischen Nordwesten der USA.

## Werk
Quinns Romane gewannen wegen ihres leichten Humors und ihrer geistreichen Dialoge schnell viele Fans. Die Handlung wird weniger von äußeren Geschehnissen als von den Hauptcharakteren getragen. Dass Quinns Heldinnen moderner und feministischer sind als von Frauen aus der Regency-Zeit zu erwarten wäre, verleiht ihren Geschichten Lebendigkeit und erleichtert die Identifikation mit den Charakteren.
Einige Buchtitel basieren auf Filmtiteln. Der Titel How to Marry a Marquis basiert auf einer Idee der Regency-Autorin Candice Hern, die sich von dem Film How to marry a Millionaire inspirieren ließ. Da sie ihn nicht selbst verwenden konnte, erlaubte sie Quinn, ihre Idee zu verwerten. Deren Verleger war begeistert und so wurde ihr nächster Roman von Starry Night in To Catch an Heiress umbenannt. Somit basiert der Titel auf To Catch a Thief. Auch den Titeln The Duke and I (The king and I) sowie The Viscount Who Loved Me (The Spy who loved me) merkt man ihre Verwandtschaft zu den entsprechenden Filmtiteln an.
Basierend auf ihrer Romanreihe über die Bridgerton-Familie wird seit 2020 die Serie Bridgerton ausgestrahlt. 2023 wurde in Zusammenarbeit mit Shonda Rhimes ein Prequel mit dem Titel Queen Charlotte sowohl in Buchform als auch als Serie veröffentlicht.

## Bibliographie
Blydon-Serie
- Splendid, 1995, Verlag Little, Brown Book Group, 2021, ISBN 978-0-349-43055-3
- Dancing At Midnight, 1995, Verlag Little, Brown Book Group, 2021, ISBN 978-0-349-43056-0

- Minx, 1996, Verlag Little, Brown Group, 2021, ISBN 978-0-349-43057-7
- A Tale of Two Sisters in Where's My Hero?, 2004 (Anthologie mit Lisa Kleypas und Kinley MacGregor), Verlag HarperCollins US, 2003, ISBN 978-0-06-050524-0

Lyndon-Serie
- Everything And The Moon, 1997, Verlag Little, Brown Book Group, 2021, ISBN 978-0-349-43060-7
- Brighter Than The Sun,  1997, Verlag HarperCollins US, 2021, ISBN 978-0-349-43061-4

To Catch An Heiress-Serie
- To Catch An Heiress, 1998, Verlag Little, Brown Book Group, 2021, ISBN 978-0-349-43058-4
- How To Marry A Marquis, 1999, Verlag Little, Brown Group, 2021, ISBN 978-0-349-43059-1

Bridgerton-Familie
- Der Duke und ich / Wie erobert man einen Duke? / Wie erobert man einen Herzog? (The Duke and I) (Daphne Bridgerton), 2000, Harper Collins Publ. USA, 2019, ISBN 978-0-06-235359-7
- Wie bezaubert man einen Viscount? (The Viscount Who Loved Me) (Anthony Bridgerton), 2000, HarperCollins, 2021, ISBN 978-3-7499-0283-5
- Wie verführt man einen Lord? / Zauber einer Ballnacht (An Offer From A Gentleman) (Benedict Bridgerton), 2001, Harper Collins Publ. USA, 2015, ISBN 978-0-06-235365-8
- Wer ist Lady Whistledown? / Penelopes pikantes Geheimnis (Romancing Mr. Bridgerton) (Colin Bridgerton), 2002, Little, Brown Book Group, ISBN 978-0-349-42945-8
- In Liebe, Ihre Eloise (To Sir Phillip, With Love) (Eloise Bridgerton), 2003, HarperCollins, 2021, ISBN 978-3-7499-0402-0
- Ein hinreißend verruchter Gentleman (When He Was Wicked) (Francesca Bridgerton), 2004, HarperCollins, 2021, ISBN 978-3-7499-0403-7
- Mitternachtsdiamanten (It's In His Kiss) (Hyacinth Bridgerton), 2005, HarperCollins, 2022, ISBN 978-3-365-00002-1
- Hochzeitsglocken für Lady Lucy (On the Way to the Wedding) (Gregory Bridgerton), 2006, HarperCollins, 2022, ISBN 978-3-7499-0405-1

The Two Dukes of Wyndham
- The Lost Duke of Wyndham, 2008 (Geküsst von einem Duke), Little, Brown Book Group, 2021, ISBN 978-0-349-43053-9
- Mr. Cavendish, I Presume, 2008 (Verführt von einer Lady), Little, Brown Book Group, 2021, ISBN 978-0-349-43054-6

Bevelstoke-Sammlung
- The Secret Diaries of Miss Miranda Cheever, 2007 (Das geheime Tagebuch der Miss Miranda), HarperCollins US, 2007, ISBN 978-0-06-123083-7
- What happens in London, 2009 (Fenster zum Herzen), Little, Brown Book Group, 2021, ISBN 978-0-349-43051-5
- Ten Things I Love about You, 2010 (Rendezvous im Hyde Park), HarperCollins, ISBN 978-0-06-149189-4

Lady Whistledown
In diesen zwei Anthologien verknüpft die geistreiche Kolumnistin Lady Whistledown aus den Romanen über die Familie Bridgerton die einzelnen Erzählungen.
- Thirty-Six Valentines in The Further Observations of Lady Whistledown (mit Suzanne Enoch, Karen Hawkins und Mia Ryan), 2003, Little, Brown Book Group, 2023, ISBN 978-0-349-43735-4
- The First Kiss in Lady Whistledown Strikes Back (mit Suzanne Enoch, Karen Hawkins und Mia Ryan), 2004, Little, Brown Book Group, 2023, ISBN 978-0-349-43736-1

Smythe-Smith Quartett
Über das unmusikalisch-musikalische Quartett.
- Just Like Heaven, 2011 (Mit List und Küssen, 2012) (Honoria Smythe-Smith), Little, Brown Book Group, 2021, ISBN 978-0-349-43046-1
- A Night like This, 2012 (Ein Earl mit Mut und Leidenschaft, 2013) (Daniel Smythe-Smith), HarperCollins US, 2023, ISBN 978-0-06-207290-0
- The Sum of All Kisses, 2013 (Mein wildes, ungezähmtes Herz) (Sarah Pleinsworth), HarperCollins US, 2013, ISBN 978-0-06-207292-4
- The Secrets of Sir Richard Kenworthy, 2015 (Der Lord der mich verführte/Das Geheimnis), Little, Brown Book Group, 2021, ISBN  978-0-349-43049-2

Rokesby-Serie
- Because of Miss Bridgerton, 2016 (Der Earl mit den eisblauen Augen), Little, Brown Book Group, 2021, ISBN 978-0-349-43013-3
- The Girl with the Make-Believe Husband, 2017 (Tollkühne Lügen, sinnliche Leidenschaft), Little, Brown Book Group, 2021, ISBN 978-0-349-43014-0
- The Other Miss Bridgerton, 2018 (Miss Bridgerton und der geheimnisvolle Verführer), Little, Brown Book Group, 2021, ISBN 978-0-349-43015-7
- First Comes Scandal, 2020 (Wie heiratet man eine Bridgerton?), Little, Brown Book Group, 2021 ISBN 978-0-349-43016-4

Queen Charlotte
- Queen Charlotte – Bevor es die Bridgertons gab, veränderte diese Liebe die Welt, 2023, HarperCollins, ISBN 978-3-365-00491-3

Andere Anthologien
- Gretna Greene in Scottish Brides (mit Christina Dodd, Stephanie Laurens und Karen Ranney), 1999, HarperCollins US, 2009, ISBN 978-0-380-80451-1

Andere
- The Lady Most Likely, 2010 Ein Roman in drei Teilen. (mit Eloisa James und Connie Brockway), Little, Brown Books for Young Readers, 2021 ISBN 978-0-349-43062-1

## Nominierungen und Preise
- 1997 – Das Romantic Times Magazine nominiert Everything and the Moon für den besten historischen Regency-Roman.[2]
- 2001 – Sowohl The Duke and I als auch The Viscount Who Loved Me sind Finalisten bei den Romance Writers of America RITA Awards.
- 2003 – Romancing Mister Bridgerton wird von den RWA-Mitgliedern zu den besten zehn Büchern des Jahres gewählt und ist im Finale für den RWA RITA Award in der Kategorie „Long Historical“.
- 2003 – To Sir Phillip, With Love wird von “Publishers Weekly” zu einem der besten sechs Romane gewählt.
- 2004 – 36 Valentines ist im Finale für den RITA Award für die beste romantische Kurzgeschichte.
- 2005 – The First Kiss ist im Finale für den RITA Award für die beste romantische Kurzgeschichte.
- 2007 – On the Way to the Wedding wird der RITA Award für den besten historischen Liebesroman verliehen.
- 2008 – The Secret Diaries of Miss Miranda Cheever erhält den RITA Award für die beste historische Regency-Liebesgeschichte.
- 2022 LovelyBooks Community Award Gold in der Kategorie Historische Romane für Bridgerton - Neues von Lady Whistledown[5]
- 2023: LovelyBooks Community Award Gold in der Kategorie Historische Romane für Queen Charlotte – Bevor es die Bridgertons gab, veränderte diese Liebe die Welt.[6]